# 사마니군

사마니 군의 위치

사마니군(일본어: 様似郡)은 일본 홋카이도 히다카 지청의 군이다.
인구 3,778명, 면적 364.3km², 인구밀도 10.4명/km².(2025년 2월 28일, 주민기본대장인구)
이하 1정으로 구성된다.
- 사마니정(様似町)

## 역사
에도 시대에 사마니 군역에는 마쓰마에번에 의해서 샤마니 장소가 설치되었고 기타마에 선이 기항하기도 했다. 1869년 사마니 군이 두어져 홋카이도 히다카국에 속했다.